# Sweater

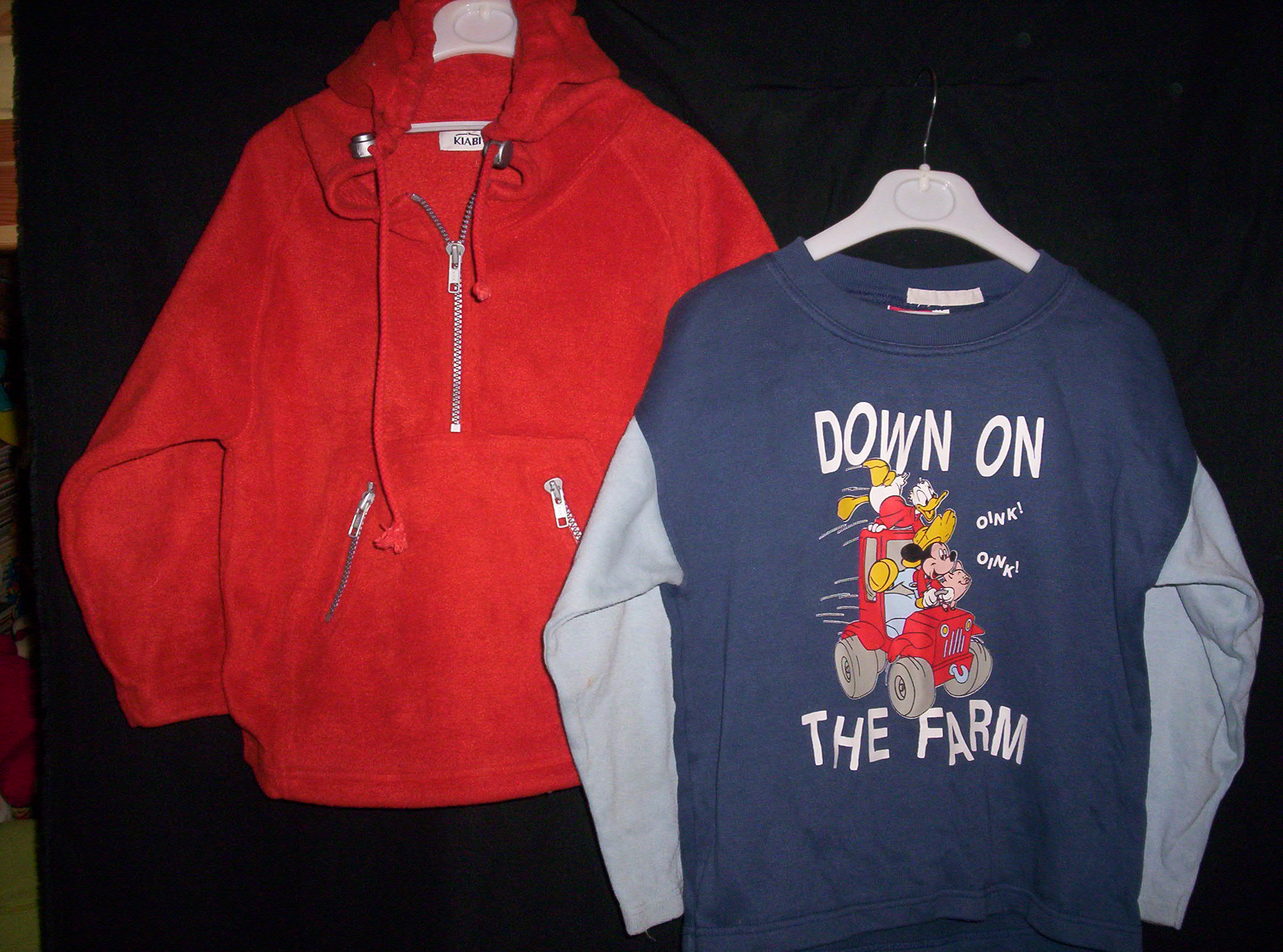
Hoody en sweater

Een sweater of sweatshirt (uit het Engels) is een van binnen gemoltonneerde katoenen trui met lange mouwen en een hoge ronde of een V-hals. Soms is een sweater voorzien van een capuchon, in welk geval gesproken wordt van een hoody of hoodie (eveneens uit het Engels)
Ook horen we steeds meer de vernederlandste versie 'kaptrui'. Dit woordgebruik is voornamelijk te horen in de Vlaamse Ardennen en omstreken.
De naam verwijst naar het oorspronkelijke gebruik in het begin van de 20ste eeuw, namelijk tijdens het sporten, waarbij sweat duidt op zweten, met als connotatie: druk bezig zijn, een inspanning leveren (vergelijk: "zich in het zweet werken", "dat kost zweet"). Gaandeweg werden sweaters – net als van oorsprong andere sportkleding, zoals het trainingspak – steeds meer geschikt bevonden voor alledaags gebruik, om uiteindelijk een daarvoor geaccepteerd kledingstuk te worden.